# Anauxesis rufoscapa
Anauxesis rufoscapa är en skalbaggsart som beskrevs av Stefan von Breuning 1950. Anauxesis rufoscapa ingår i släktet Anauxesis och familjen långhorningar. Inga underarter finns listade i Catalogue of Life.